# Basilica di San Pietro in Ciel d'Oro
La basilica di San Pietro in Ciel d'Oro (in coelo aureo) è una chiesa di Pavia con dignità di basilica minore.
Sorta, forse sopra una precedente chiesa del VI secolo, all'inizio del VIII secolo in piena epoca longobarda è menzionata per la prima volta dallo storico Paolo Diacono (720-799). La basilica fu ricostruita in stile romanico tra l'XI e il XII secolo. La basilica paleocristiana originale, chiamata San Pietro in Ciel d'Oro per via delle volte dorate, era sorta sul luogo ove era sepolto san Severino Boezio, filosofo e senatore romano fatto uccidere dal re ostrogoto Teodorico il Grande nel 525. Alcuni scavi archeologici, effettuati nel 2018/19 dietro l'abside della basilica, hanno portato alla luce murature riferibili all'abside del precedente edificio.
Insigne esempio di architettura romanica lombarda e generalmente considerato, insieme alla basilica di San Michele Maggiore, il più importante monumento religioso medievale della città di Pavia, la chiesa venne riconsacrata da papa Innocenzo II nel 1132 al termine dei lavori di ricostruzione. Vanta grande prestigio e notorietà nel mondo cattolico in quanto ospita le spoglie di sant'Agostino d'Ippona (354-430) e di san Severino Boezio (475-525).
Viene citata da Dante nella Divina Commedia (Paradiso - Canto decimo vv. 124-128) in quanto sacra depositaria delle spoglie di Boezio e da Petrarca (Descriptio Urbis Ticinensis in Lettera del Petrarca a Giovanni Boccaccio, Seniles, Lib. V, Lett. 1a, e nel trattato De avaritia vitanda, Opera, ed. di Basilea 1554, vol. I, p. 607 e segg.). Inoltre appare in una delle ultime novelle del Decameron (Torello e il Saladino, Novella IX, Giornata X) del Boccaccio.
Caduta in uno stato di rovinoso abbandono dopo le spoliazioni sacrileghe napoleoniche, la basilica venne restaurata fra il 1875 e il 1899.

## Storia

### Il medioevo

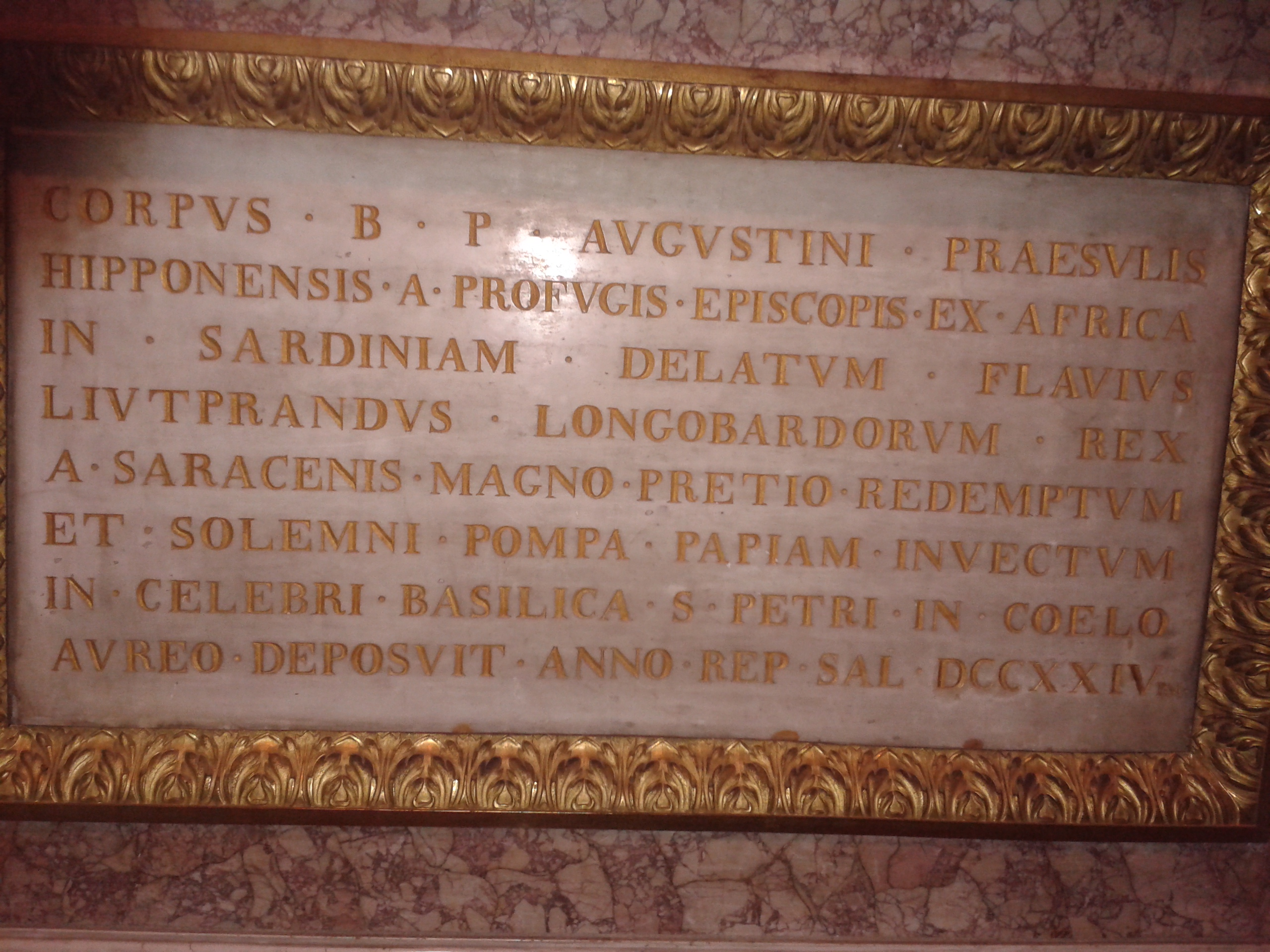
Lapide commemorativa della traslazione delle reliquie ad opera di Liutprando

La basilica fu fondata dal re longobardo Liutprando, su una precedente chiesa del VI secolo, per ospitare le spoglie di sant'Agostino che erano state custodite fino al 722 a Cagliari nella omonima cripta, ove erano giunte nel 504 dalla città di Ippona, attualmente in Algeria, al seguito di Fulgenzio di Ruspe, esiliato assieme ad altri vescovi del Nord Africa dal re vandalo Trasamondo. Il re Liutprando, infatti, temeva che i saraceni potessero trafugare una così importante reliquia nel corso delle loro frequenti scorrerie sulle coste del Mediterraneo.
(Venerabile Beda, Chronicon, sive de sex aetatibus hujus saeculi)
Il monastero fu per un breve periodo affidato ai monaci colombaniani. Da giovane vi studiò e si formò come monaco Paolo Diacono, storico e poeta dei Longobardi. Nel monastero sorse nel IX secolo anche un importante scriptorium e una scuola, guidata dal monaco irlandese Dungal di Bobbio, presso la quale, come ordinato nel capitolare olonense, emanato dall'imperatore Lotario nel palazzo reale di Corteolona nell'825, dovevano recarsi a studiare gli studenti provenienti da Milano, Brescia, Bergamo, Lodi, Novara, Vercelli, Tortona, Asti, Acqui, Genova e Como. Da X secolo il monastero godette di numerosi privilegi, tra i quali quello di essere soggetto solo all'autorità del papa. Nel 987 Maiolo di Cluny soggiornò nel monastero e ne riformò i costumi monastici, mentre, non molti anni dopo, nel 1004, l'imperatore Enrico II trovò riparo nel recinto fortificato del monastero (l'area della basilica fu inserita all'interno delle mura di Pavia solo nel tardo XII secolo) dalla furia dei pavesi, che non volevano che il sovrano fosse incoronato. 
Nel 1022 nella basilica si tenne un importante concilio (nel quale vennero prese decisioni sul celibato dei religiosi) presieduto da papa Benedetto VIII e al quale partecipò anche l'imperatore Enrico II. Durante il concilio fu fatta anche un'ostensione delle reliquie di Sant'Agostino, al termine della quale un braccio del santo, grazie a cospicua donazione al monastero, fu concessa a Egelnoto arcivescovo di Canterbury (ora conservato nell'abbazia di Gladstone), mentre altri piccoli frammenti delle ossa di Agostino finirono ad altri presuli presenti al concilio, come quelli di Montalcino, Piacenza, Ragusa, Valencia e Lisbona.

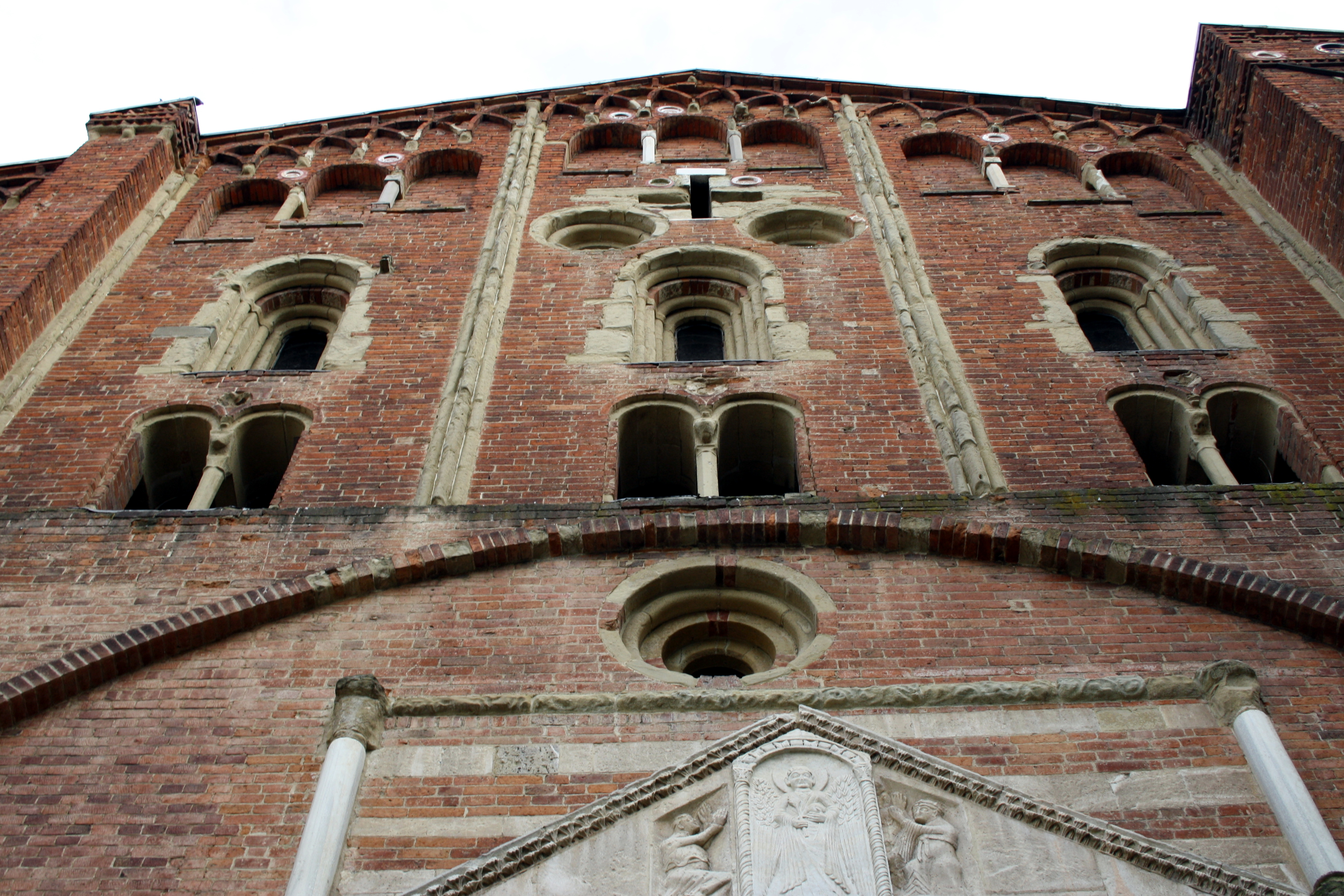
Dettaglio della facciata.

L'importanza del monastero è evidenziata dalle ingenti donazioni imperiali ricevute (tra IX e XII secolo) degli imperatori Ugo, Ottone I, Ottone II, Ottone III, Enrico II, Corrado II, Enrico III, Enrico V, Federico Barbarossa. In particolare, quest’ultimo, con il diploma del 11 febbraio 1159 confermava al monastero il possesso di beni e diritti su possessioni intorno a Pavia, vari porti sul Ticino, su Lardirago (dove possedeva anche un castello), Villanterio, Pavone, Casei Gerola e Voghera nel distretto di Pavia, Fombio, Brembio, Secugnago, Bertonico, San Martino in Strada e Salerano nel Lodigiano, e su terre e chiese in Val Trebbia, nel Monferrato, a Firenze, in Val Camonica, in Val d'Ossola, a Bellinzona e in varie località delle diocesi di Milano, Parma, Novara, Como, Vercelli, Torino, Asti, Alba e Ivrea.
A partire dal secolo XI, i monaci di San Pietro in Ciel d'Oro, che almeno dal 974 possedevano vigneti e torchi presso San Damiano al Colle, estesero la cultura della vite nell'Oltrepò Pavese, producendo vini che, grazie al Po e al Ticino, venivano poi trasportati a Pavia, dove la parte non assorbita dal consumo dei monaci era destinata al commercio.
La ricchezza e i privilegi del monastero, spesso furono all'origine di dissidi con i vescovi di Pavia, scontri che furono particolarmente accesi durante gli anni dei vescovi Guglielmo d'Este e Guido II (1102- 1106).
Tra il XII e il XIII secolo il monastero permutò alcuni beni lontani dal territorio pavese e meno controllabili in favore di altri più vicini alla città, creando così un corpo di possessioni più compatto che contava beni, mulini, aziende agricole e fondi a: Santa Sofia, Carbonara Ticino, Zeccone, Giussago, Miradolo Terme, Bereguardo, Sartirana, Casei Gerola, Alpepiana in val Trebbia, oltre mentre su Villanterio e Lardirago (dove il monastero era proprietario anche del castello) l'ente deteneva anche diritti signorili e di banno.

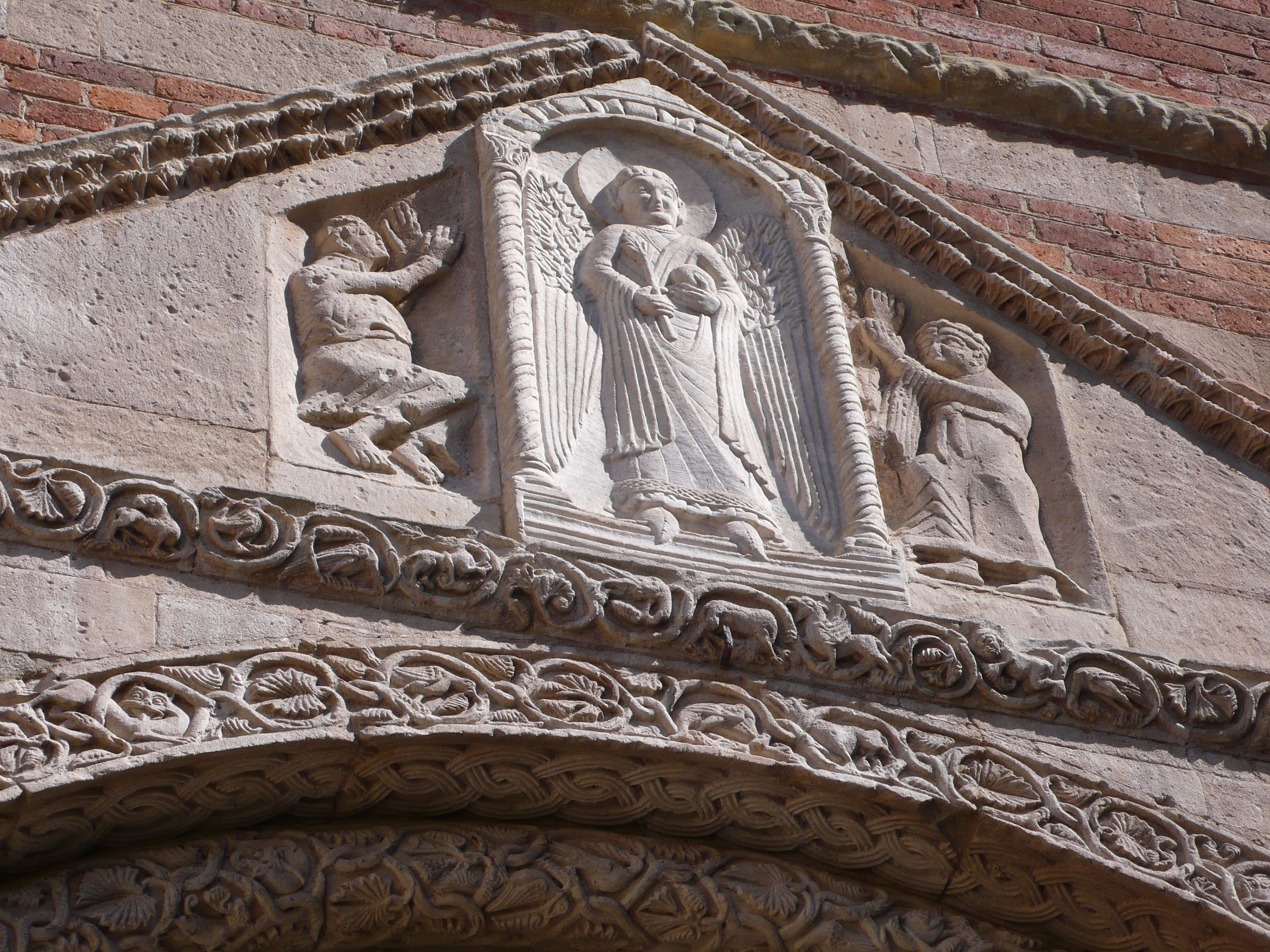
Dettaglio del portale.

Tra il 1169 e il 1180, per volontà dell'abate Ulrico, vennero trasferiti nella basilica i resti di re Liutprando e del padre Ansprando, che prima erano collocati nel mausoleo dinastico di Sant'Adriano presso la chiesa di Santa Maria alle Pertiche.
Nel 1221 l'abate del monastero fu ucciso da alcuni monaci, a causa dell’omicidio il papa Onorio III decise di trasformare il monastero in canonica e di affidarla ai canonici regolari di Santa Croce di Mortara. Nel 1327 il papa Giovanni XXII affiancò a questi i padri eremitani di Sant'Agostino, o agostiniani, dato che la basilica erano conservate le reliquie di Sant’Agostino. Inizialmente i canonici regolari e gli agostiniani vissero nello stesso edificio, ma successivamente, per sanare i contrasti che questa situazione provocava, gli agostiniani eressero un loro convento dal lato opposto della basilica (1332), affacciato sul lato orientale della piazza omonima, mentre i lateranensi realizzarono un nuovo convento. Figura di spicco tra gli agostiniani fu Iacopo Bussolari che nel 1356 capeggiò la rivolta che scacciò da Pavia i Beccaria e instaurò in città un governo popolare che seppe resistere per quasi tre anni alle operazioni militari scatenate dai Visconti contro Pavia.

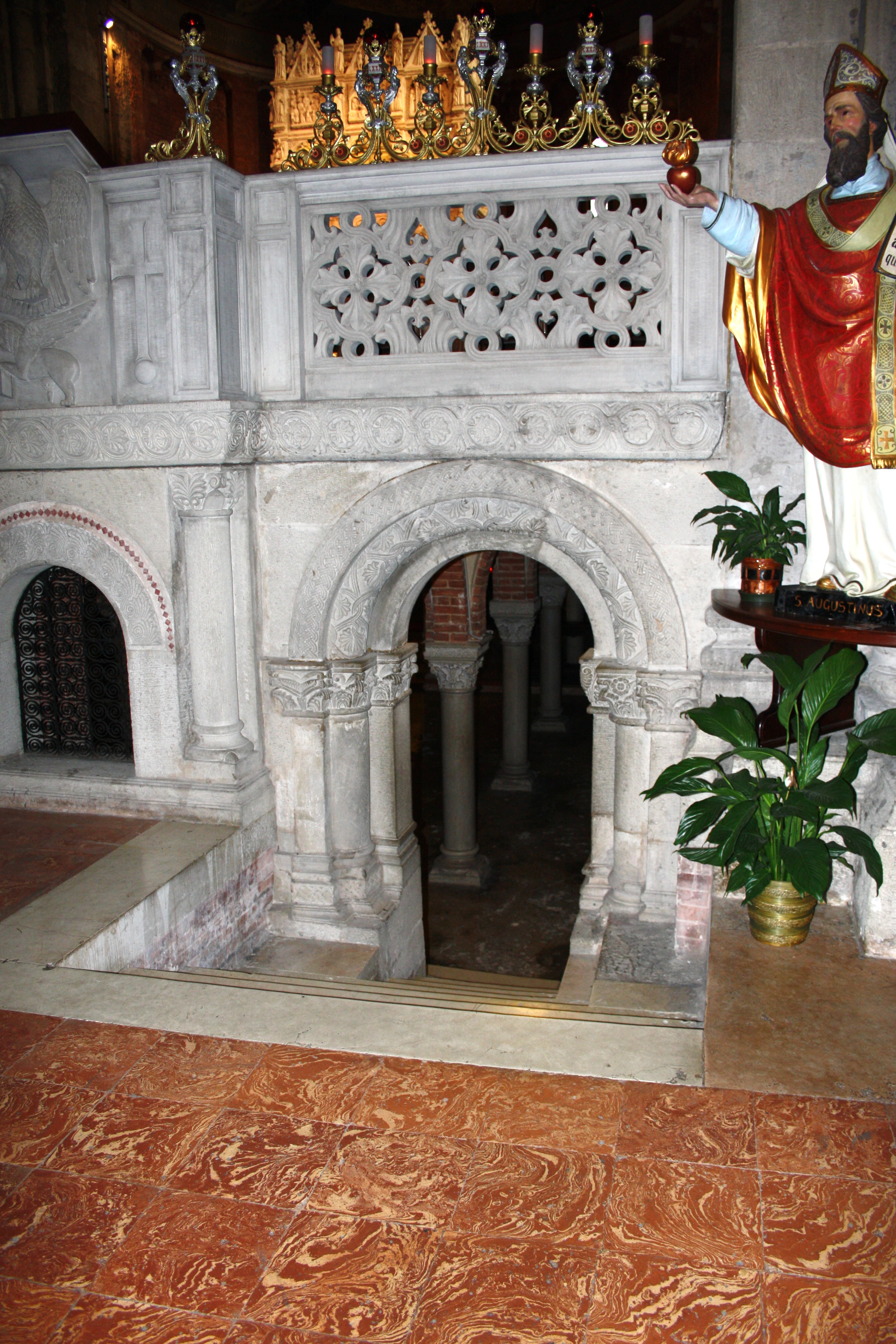
L'ingresso della cripta.

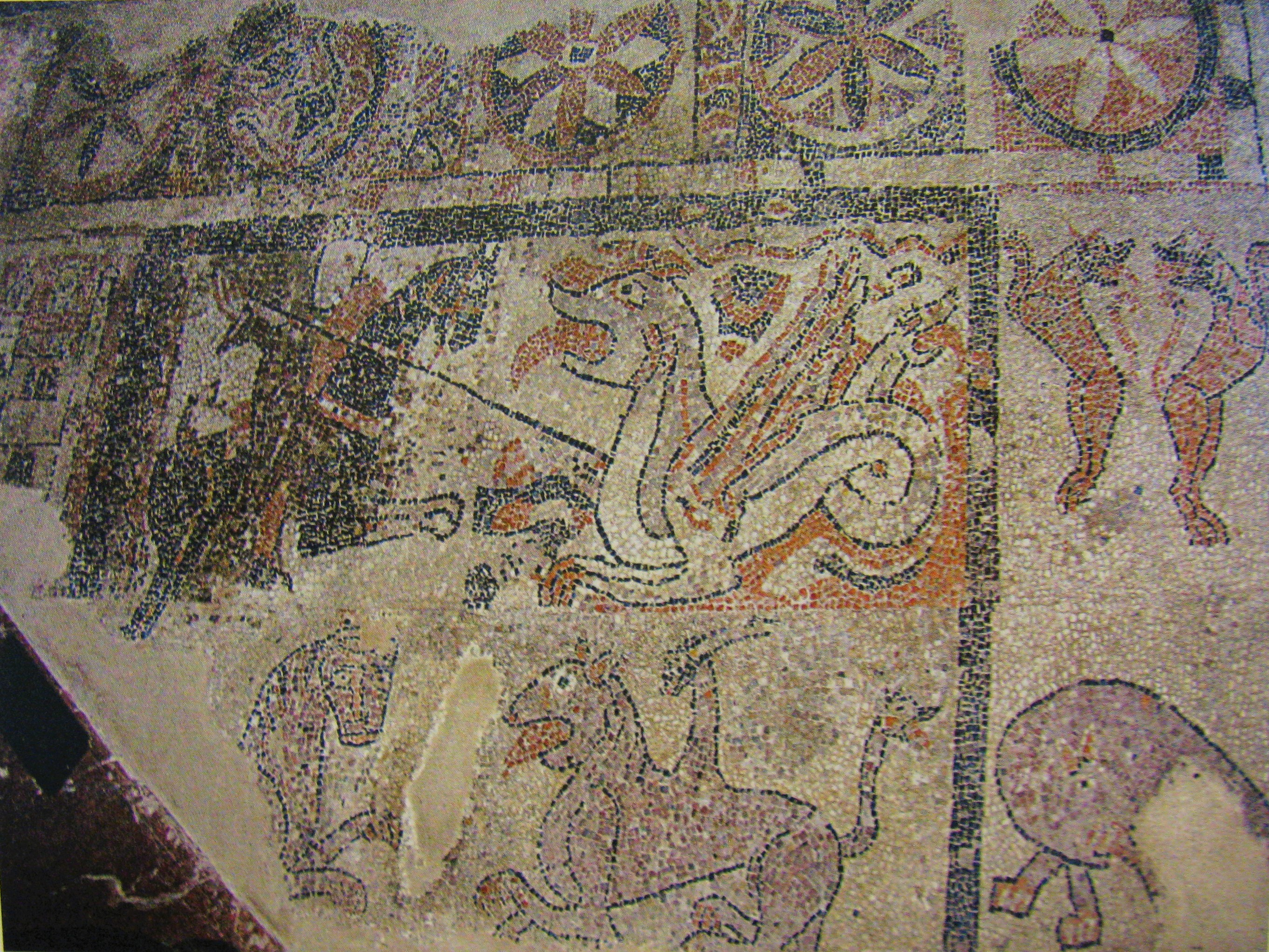
I resti del mosaico pavimentale (XII sec.)

### Il periodo visconteo
Nel 1365 Galeazzo II Visconti spostò la sua residenza da Milano a Pavia, nel vicino castello Visconteo, dove installò la sua corte, il Visconti, volendo richiamarsi al passato regio di Pavia decise di trasformare la basilica, che vantava credenziali sepolcrali del calibro del re longobardo Liutprando, del padre della Chiesa Sant’Agostino e del filosofo Severino Boezio, in chiesa sepolcrale della dinastia. Nel 1361 Galeazzo II infatti concesse offerte alla chiesa e dall’anno successivo finanziò l’allestimento dell’arca marmorea di sant’Agostino scolpita da Giovanni di Balduccio. Da allora il privilegio della sepoltura all’interno della basilica regia longobarda divenne uno status symbol della corte di Galeazzo II: qui furono infatti tumulati i consiglieri di Galeazzo Giovanni Pepoli e Roberto de Fronzola, Lionello Plantageneto (figlio del re d'Inghilterra Edoardo III e marito di Violante Visconti) e vi furono inoltre celebrati i funerali del condottiero visconteo Luchino Dal Verme, morto nel 1367 a Costantinopoli.
Galeazzo II stesso, per sua volontà, fu sepolto in San Pietro in Ciel d'Oro. Inoltre i monaci erano in stretti rapporti con la corte (il priore degli eremitani Bonifacio Bottigella fu confessore di Bianca di Savoia, mentre Dionigi da Cermenate, l’abate dei canonici regolari, fu cappellano e confessore di Gian Galeazzo). La basilica rimase la principale chiesa sepolcrale della corte viscontea a Pavia sino alla fondazione della Certosa: tra il 1384 e l’inizio del secolo XV vi furono infatti sepolti Francesco d’Este, la figlia primogenita di Gian Galeazzo e Caterina Visconti, Violante Visconti e il condottiero ducale Facino Cane. Lo stesso prima duca di Milano, Gian Galeazzo Visconti, dopo il funerale, che si svolse a Milano nel 1402, fu tumulato nella basilica, dove i suoi resti mortali rimasero fino al 1474, quando, in ottemperanza delle sue volontà testamentarie, furono trasportati nella Certosa di Pavia. Sempre negli stessi anni, la basilica fu visitata da diplomatici e ambasciatori in visita alla corte di Galeazzo II, come Geoffrey Chaucer nel 1378.
Nel corso del Quattrocento, la chiesa fu sottoposta a una campagna di ristrutturazioni affidata ai fratelli Candia, ai quali si deve la realizzazione della copertura a volte della navata centrale.
Nel 1465 la carica di abate della canonica fu dato in commenda e nel 1509 i canonici regolari furono uniti all'ordine Lateranense. Nel 1522 Francesco II Sforza, duca di Milano, istituì una cappellania ducale presso l'altare di Sant'Agostino.

### Dopo la battaglia di Pavia
Dopo la battaglia di Pavia del 1525, nella basilica furono sepolti diversi grandi aristocratici di entrambi gli schieramenti caduti durante lo scontro, come il capitano del lanzichenecchi Eitel Friedrich III, Conte di Hohenzollern, e Richard de la Pole, ultimo membro del Casato degli York e pretendente al trono d'Inghilterra.
Nel frattempo, tra lateranensi e agostiniani esistevano ancora dei dissapori circa l'uso e l'officiatura della basilica: solo nel 1635 si giunse alla convenzione che gli agostiniani utilizzassero la navata destra, i lateranensi quella sinistra, mentre l'altare maggiore e il coro rimanevano in comune, alternandosi, mensilmente, i due ordini.
Negli anni '70 del Cinquecento, in ottemperanza dei dettami del concilio di Trento, furono rimossi i numerosi sarcofagi e monumenti funebri che affollavano la basilica, creando anche un certo impaccio durante le funzioni liturgiche. Con l'esclusione dei resti di Liutprando, gran parte dei resti mortali rinvenuti durante i restauri ottocenteschi vennero tumulati al di sotto della navata maggiore, presso il penultimo pilastro prima della cripta, come ricorda un'epigrafe inserita nel pavimento.
Durante dei lavori di restauro della chiesa il 1 ottobre 1695 furono ritrovate nella cripta della Chiesa le ossa del santo di cui si era perso traccia e che probabilmente erano state nascoste per evitare che venissero trafugate. 

I canonici lateranensi furono soppressi nel 1781 e per alcuni anni la canonica, posta alla sinistra della basilica, fu affidata ai francescani, ma nel 1799 il locale fu confiscato, destinato ad usi diversi. A loro volta gli agostiniani (nel 1780 erano rimasti solo sette frati e sette conversi) furono allontanati dal loro convento nel 1785, e vi subentrarono i domenicani, ma anche questo stabile nel 1799 fu confiscato.

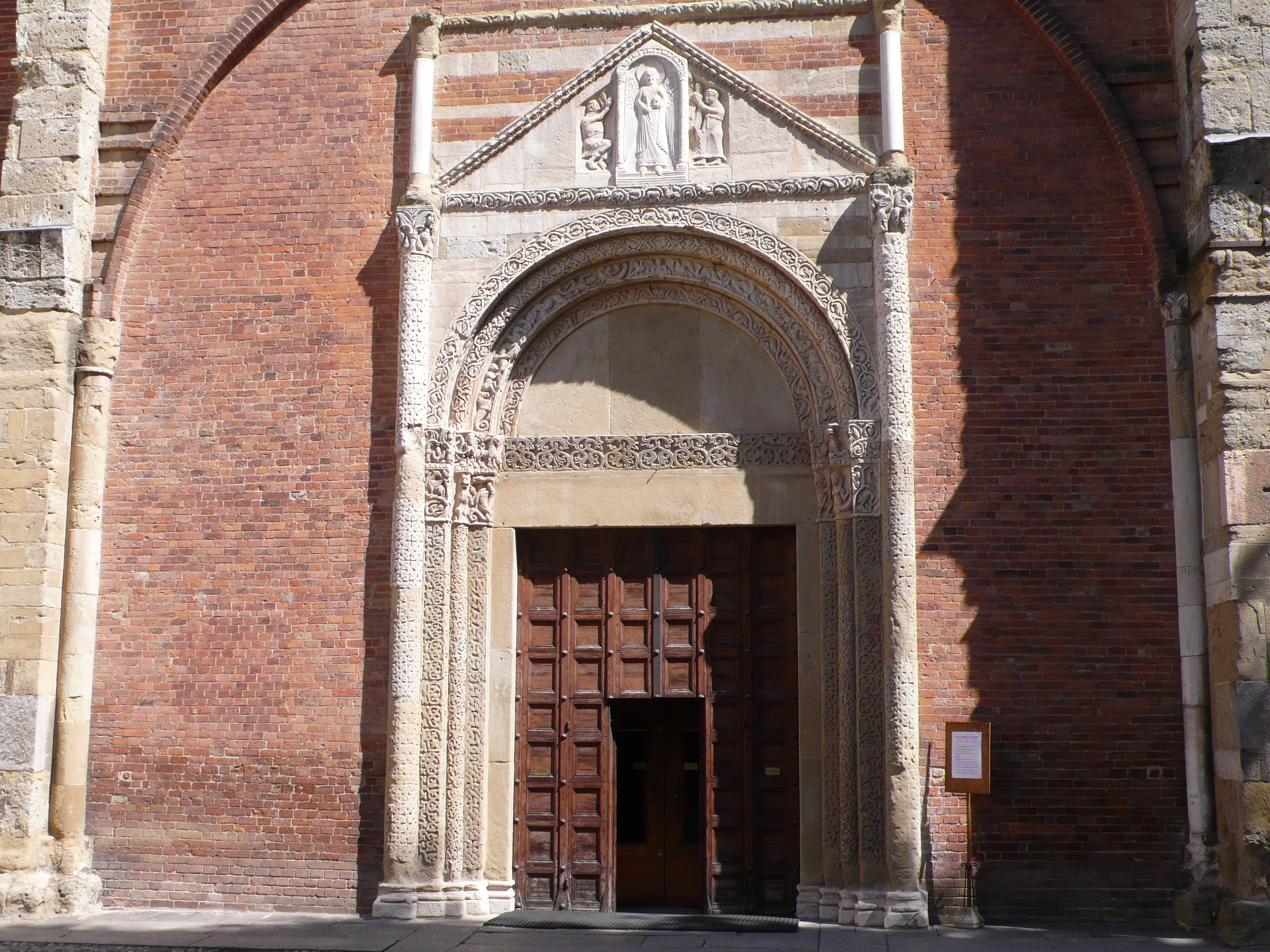
Il portale della chiesa, sormontato da un timpano di ispirazione bizantina

### La rovina napoleonica
Nel 1796 le truppe al seguito di Napoleone Bonaparte entrarono in città e spogliarono la chiesa, che fu sconsacrata e usata come stalla o deposito, mentre i frati vennero cacciati e i conventi affidati ai militari. L'Ottocento fu deleterio per l'edificio ormai all'abbandono: la navata destra e la prima campata della navata centrale crollarono e l'aula rimase aperta all'esterno, con gravissimi danni per gli affreschi sopravvissuti. Di fronte a questo stato, la "Società Conservatrice de' monumenti pavesi dell'arte cristiana", sotto la presidenza di Carlo dell'Acqua, trattò con l'esercito il riacquisto della basilica e dell'antico convento degli agostiniani, avvenuto nel 1884.

### Restauro e riapertura al culto nel 1896
I lavori di restauro, affidati alla direzione dell'architetto pavese Angelo Savoldi, professore al Politecnico di Milano e Regio ispettore dei monumenti di Pavia, furono eseguiti fra il 1875 e il 1896 e riportarono il prestigioso complesso romanico all'antico splendore, salvandolo dall'imminente totale rovina ricostruendone la navata mancante, la cripta ed eliminando altre manomissioni che nei secoli precedenti si erano susseguite sull'impianto medievale della basilica. Le opere si conclusero dopo la solenne riapertura al culto della basilica, avvenuta il 15 giugno 1896. Le spoglie di sant'Agostino, che erano state trasferite nel Duomo, furono riportate nella chiesa, assieme all'arca trecentesca destinata ad accoglierle.
La chiesa è officiata dai monaci agostiniani, che sono tornati ad occupare l'antico convento.

## Architettura

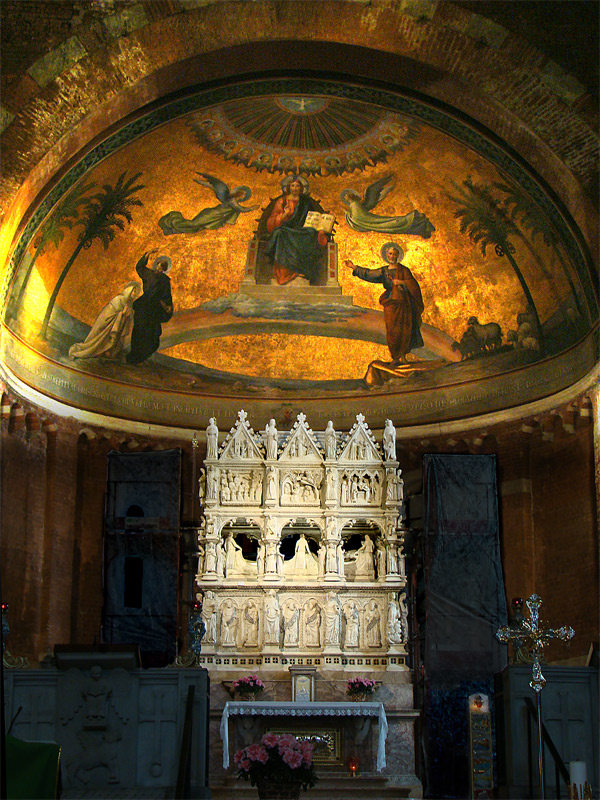
Il "Ciel d'Oro"

Della chiesa longobarda rimangono pochissimi resti, nascosti sotto la ricostruzione romanica terminata intorno al 1132. San Pietro in Ciel d'Oro si presenta, così, come molte altre chiese pavesi dell'epoca: un edificio in mattoni, a tre navate con transetto, abside e cripta.

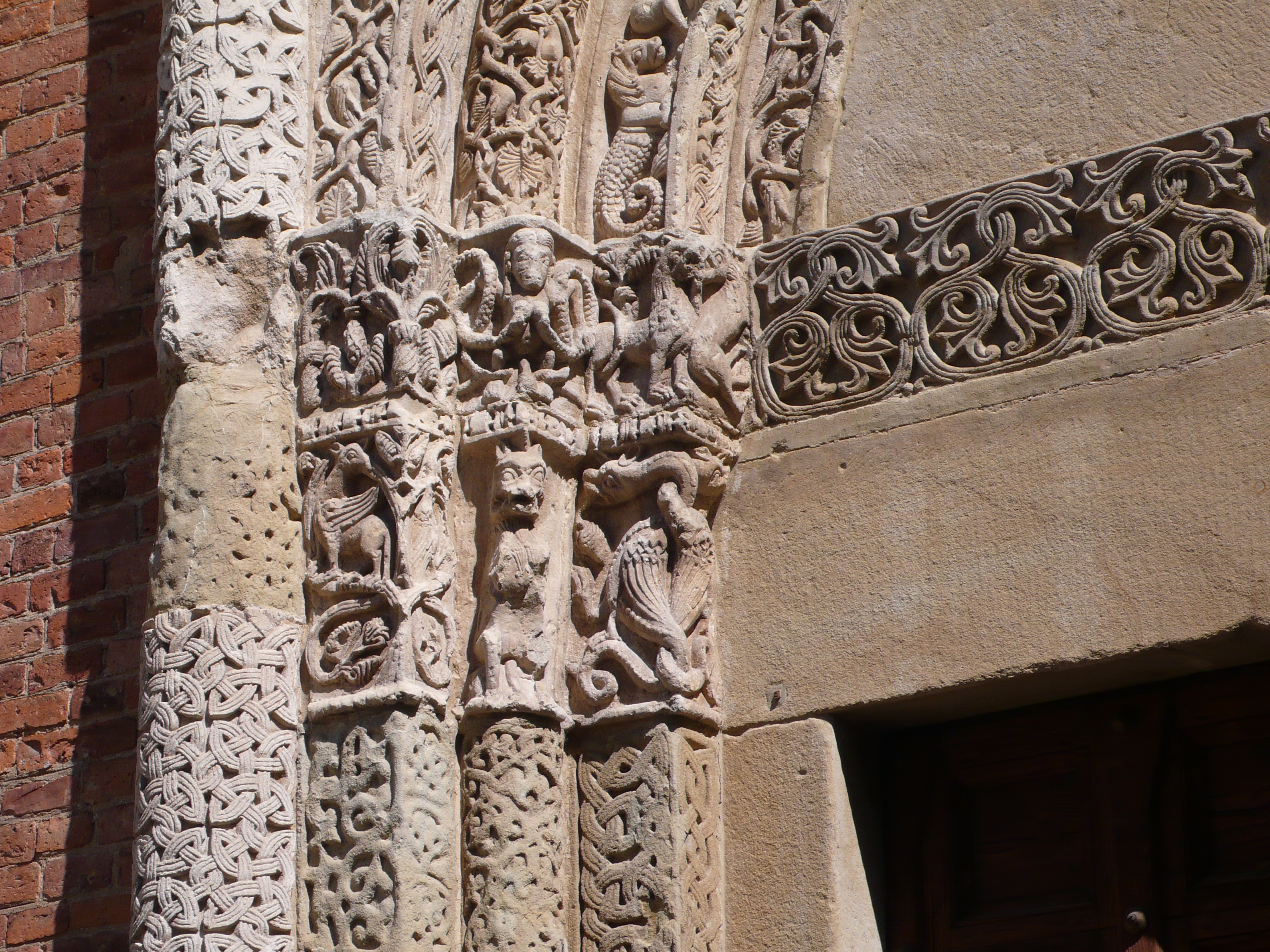
Particolare del portale

### Facciata
La facciata a capanna è scandita da due contrafforti che la dividono in tre zone, corrispondenti alle navate interne; il contrafforte di destra, più spesso, ospita una scala interna che permette di accedere al tetto. La sommità è coronata da una loggetta cieca e da un motivo ad archi intrecciati. La pietra (arenaria) è usata solo per le parti più importanti, come il portale, le finestrelle e gli occhi di bue. Il portale, in arenaria e marmo, reca, entro il timpano, la figura di San Michele al centro, affiancato, ai lati, dalle immagini di due oranti. Queste sculture sono tra le più antiche della basilica e sono datate al 1050-1090. Lungo i contrafforti si notano le tracce di un antico nartece, o forse di un quadriportico, che precedeva l'ingresso alla chiesa.

### Interno

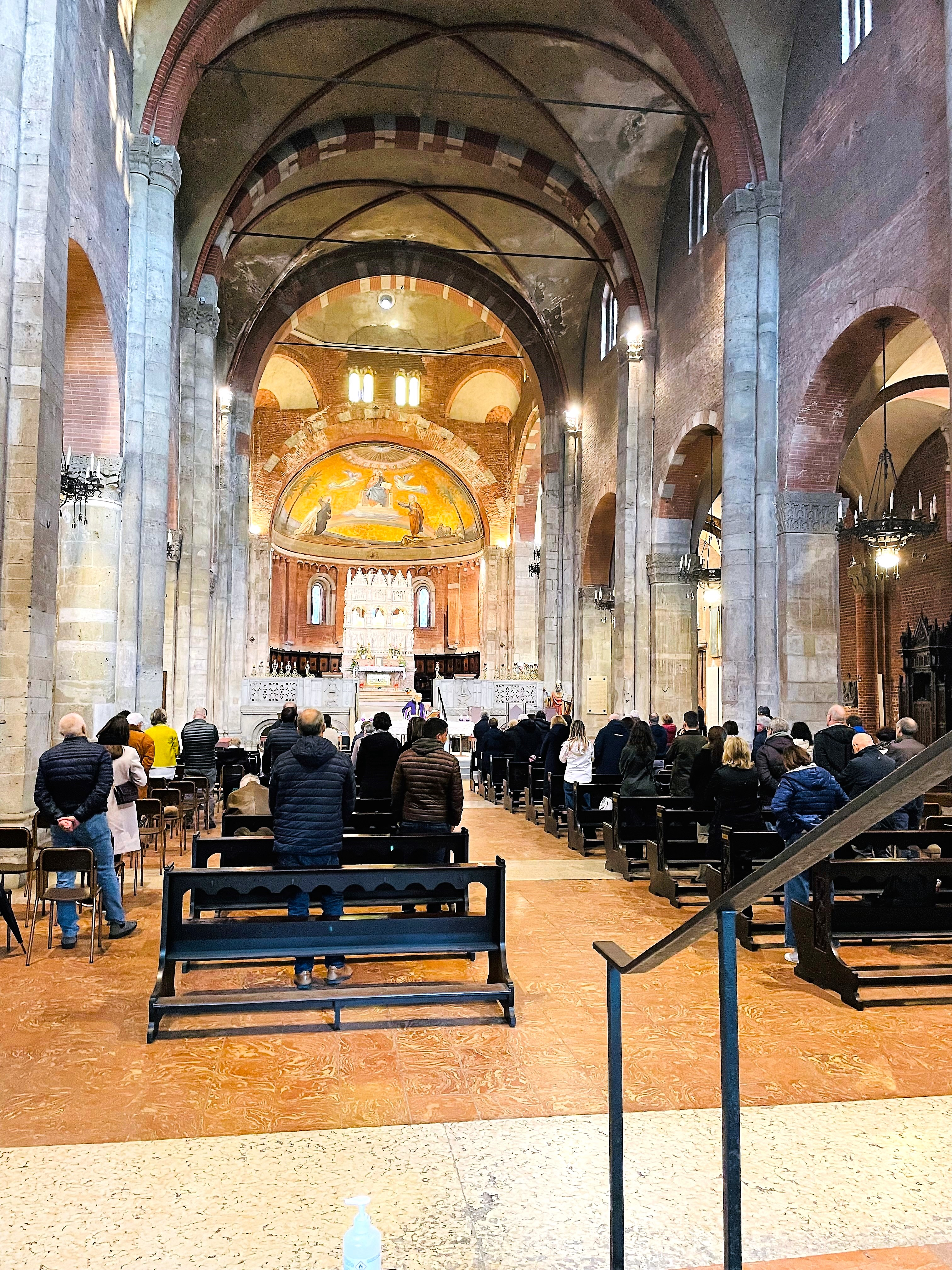
La navata centrale.

L'interno è scandito da cinque campate, rettangolari nella navata centrale e quadrate nelle navate laterali. Rispetto alla basilica di San Michele Maggiore si percepiscono immediatamente le diverse proporzioni della navata centrale, più larga, più lunga e meno slanciata, la più rigorosa successione dei pilastri, tutti grossolanamente a medesima sezione anziché alternati come nell'altra chiesa, e l'assenza dei matronei. Le campate dalla seconda alla quinta sono coperte da volte a crociera; la prima, più alta, in funzione quasi di atrio interno (endonartece) o addirittura di falso transetto, è coperta da volta a botte. Essa svolge anche funzioni statiche poiché serve come appoggio per la facciata. Il diverso schema di coperture è percepibile anche all'esterno, osservando il differente andamento delle falde. Le prime due campate della navata sinistra sono decorate da interessanti affreschi cinquecenteschi. Dopo l'arco trionfale, si apre il transetto, che, contrariamente a quello di San Michele Maggiore non sporge rispetto al corpo principale, ma occupa la profondità delle tre navate. Le tre navate sono chiuse, ad est, da absidi decorate esternamente con una loggetta cieca, similmente alla facciata, come d'uso nell'architettura romanica; il catino di quella centrale, più grande delle altre due, è decorato da un affresco di Ponziano Loverini (1900) che riprende un antico mosaico, distrutto nel 1796. All'incrocio tra la navata centrale e il transetto si eleva la cupola ottagonale su pennacchi di tipo lombardo, racchiusa esternamente dal tiburio in cotto.
Nel transetto settentrionale si trova un piccolo portale, profilato con sculture romaniche più arcaiche rispetto alle altre della basilica, tramite il quale si accede a un piccolo ambiente, un tempo destinato a oratorio e ora utilizzato come bookshop. Tale piccolo oratorio, che ancora nel XVI secolo era separato dal resto della basilica da una porta di ferro, era originariamente destinato ad accogliere le reliquie di Sant'Agostino e degli altri Santi portati a Pavia in età longobarda dalla Sardegna e verosimilmente ricalca le forme del precedente oratorio altomedioevale.

### Cripta
La cripta, parzialmente ricostruita durante i restauri ottocenteschi sulle tracce esistenti, occupa lo spazio del presbiterio e del coro ed è collegata alla navata principale ed alle due laterali da quattro scale; chiusa ad est da un'abside, è spartita in cinque navate da ventiquattro colonne che reggono volte a crociera, le quali sostengono, a loro volta, il pavimento dei due ambienti superiori. La cripta ospita le spoglie di Severino Boezio. Addossato alla parete di fondo, si nota l'antico pozzo, di cui si narravano proprietà curative, già esistente nel XII secolo e ripristinato nel corso dei restauri di fine Ottocento.

### Sacrestia e organo

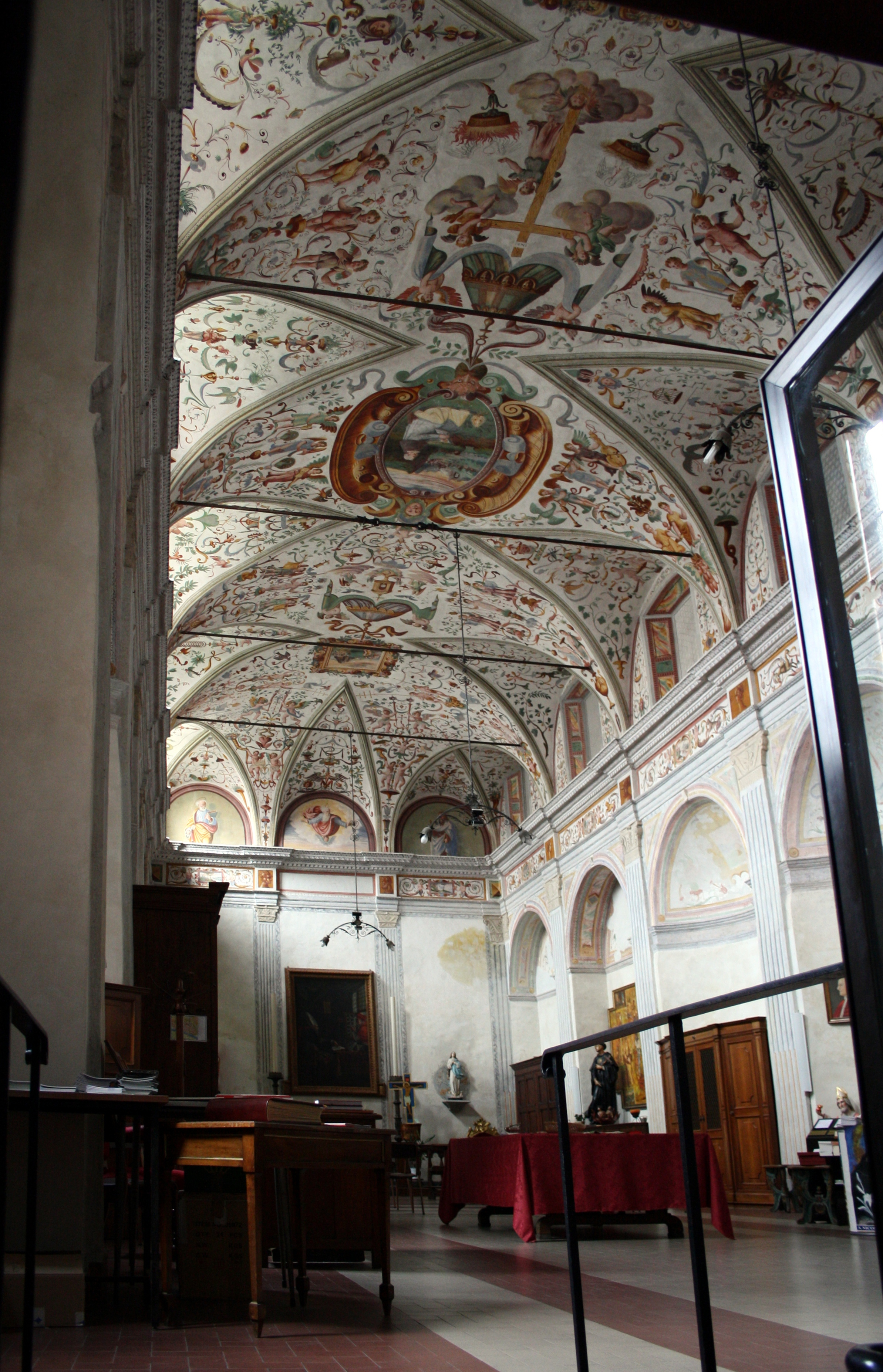
Volta della sagrestia

Dalla navata sinistra si accede alla Sacrestia Nuova, ampio ed arioso ambiente rettangolare in schietto stile rinascimentale, con volte a vela ottimamente affrescate;

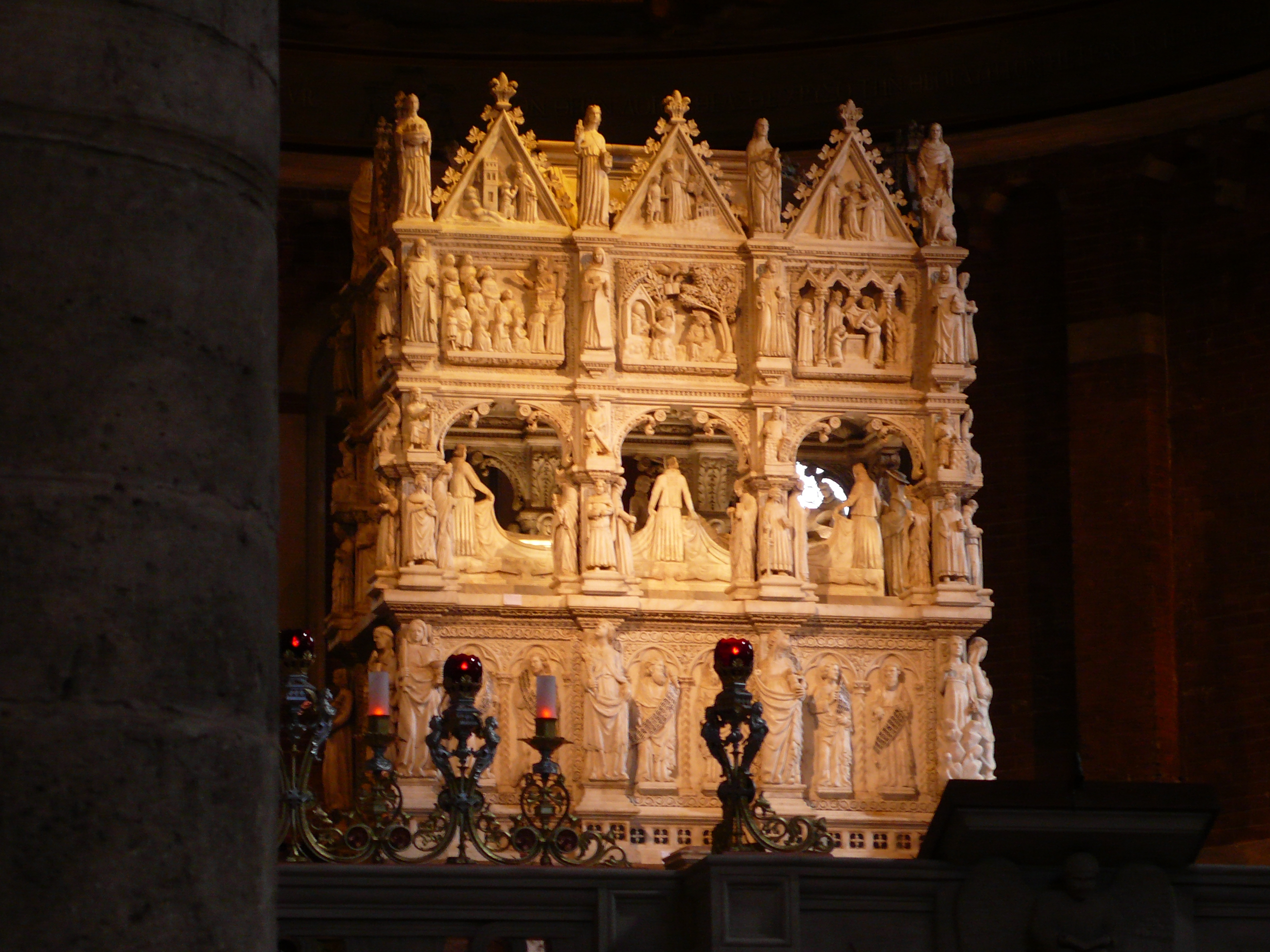
Giovanni di Balduccio, L'Arca di Sant'Agostino

Nella chiesa vi è un pregevole organo a canne Lingiardi costruito nel 1913, modificato da Mascioni nel 1978 e restaurato nel 1990 dalla ditta Inzoli. Lo strumento è a due tastiere e pedaliera ed è contenuto in una sontuosa cassa in stile neogotico.

## Arca di Sant'Agostino
Nel presbiterio, prima del coro, si trova l'Arca di Sant'Agostino, un capolavoro marmoreo del Trecento, scolpito da Giovanni di Balduccio.
Si tratta di un'opera gotica divisa in tre fasce: in basso, uno zoccolo contenente l'urna con i resti del santo; al centro, una fascia aperta, con la statua di Sant'Agostino dormiente e, in alto, l'ultima fascia, poggiata su pilastrini e coronata da cuspidi triangolari. L'intera opera è decorata da più di 150 statue, che raffigurano angeli, santi, e vescovi, e da formelle con la vita del santo.
L'Arca fu commissionata nel 1362 dal monaco agostiniano pavese Bonifacio Bottigella, priore del monastero e celebre professore dell'università cittadina, nonché confessore e figura stimata dalla principessa Bianca Visconti di Savoia.

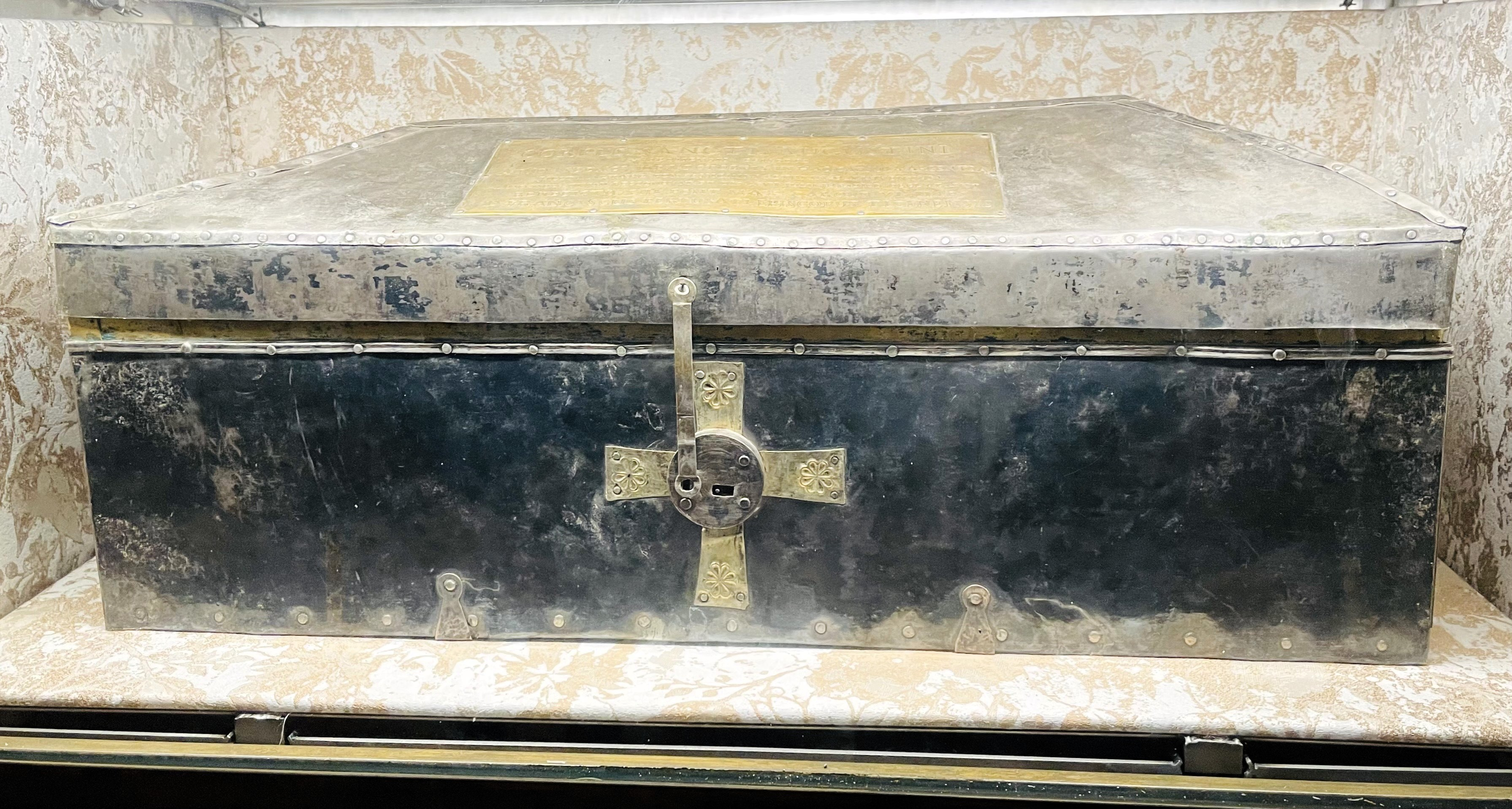
Cassetta Reliquiario di Sant'Agostino, 725 circa.

L'arca custodisce la Cassetta Reliquiario di Sant'Agostino, opera di oreficeria di età longobarda. La cassetta, in argento, fu donata al monastero da re Liutprando intorno al 725, alcuni dettagli decorati dell'opera, come le crocette in argento dorato segnano un passaggio dell'arte longobarda verso modelli di derivazione bizantina e paleocristiana.

## Cripta e sepoltura di Severino Boezio

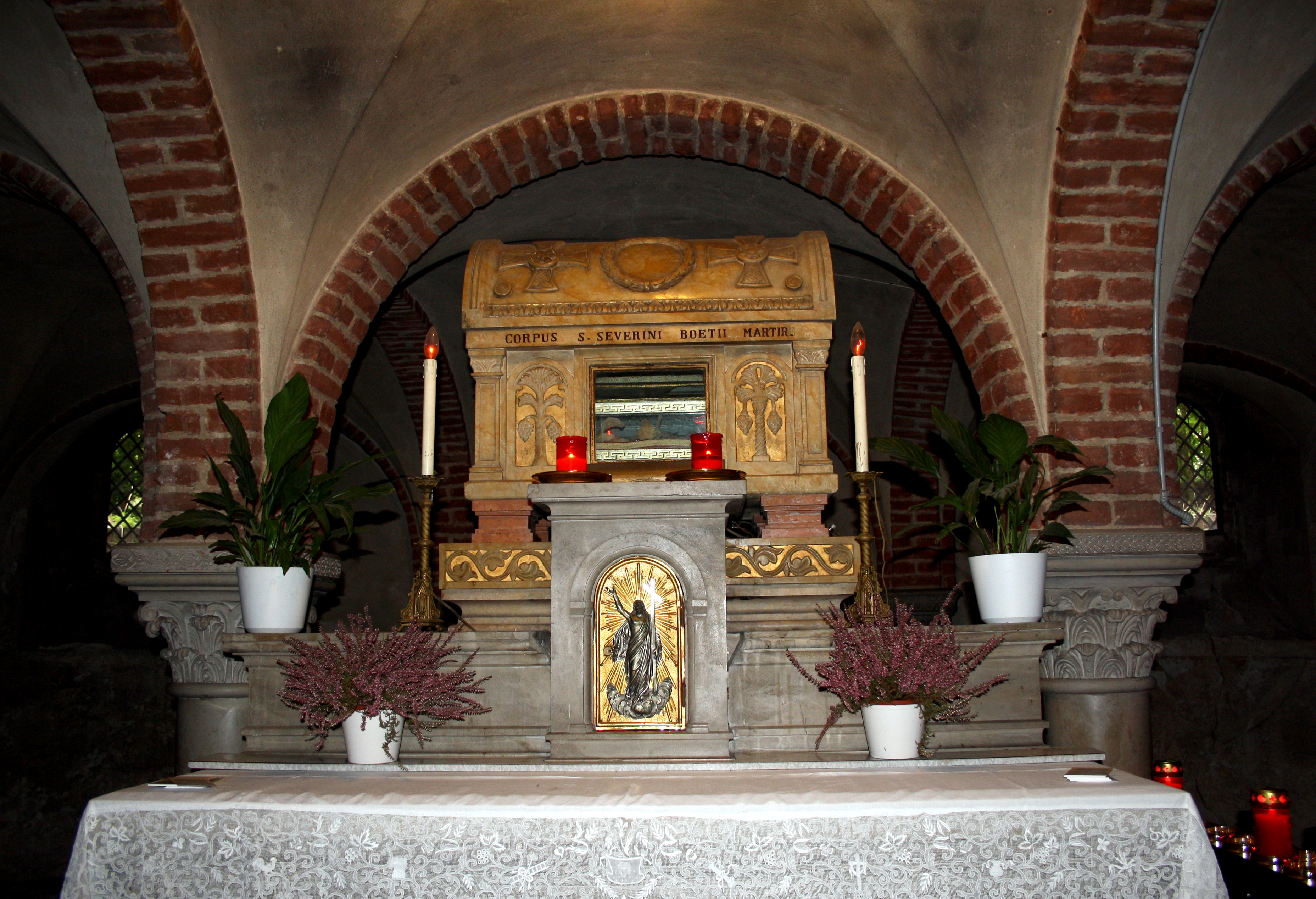
Tomba di Severino Boezio nella cripta

Nella cripta della chiesa di san Pietro in Ciel d'oro sono ospitate le ossa di san Severino Boezio (475-525), il filosofo autore del De Consolatione Philosophiae, opera da lui scritta durante i due anni di esilio pavese. Venne fatto uccidere nell’anno 525 d.C. dal re ostrogoto Teodorico, di cui era stato ministro.

Di tale sepoltura parla anche Dante nella Commedia, nel canto X del Paradiso: Boezio si trova infatti nel cielo del Sole, fra gli spiriti beati della prima corona, che in terra hanno brillato per la loro sapienza cristiana, accanto a filosofi, letterati, scienziati e uomini d’azione. Dante lo indica attraverso la perifrasi “anima santa” e cita espressamente la tomba in "Cieldauro":
l’anima santa che ‘l mondo fallace

fa manifesto a chi di lei ben ode

Lo corpo ond'ella fu cacciata giace

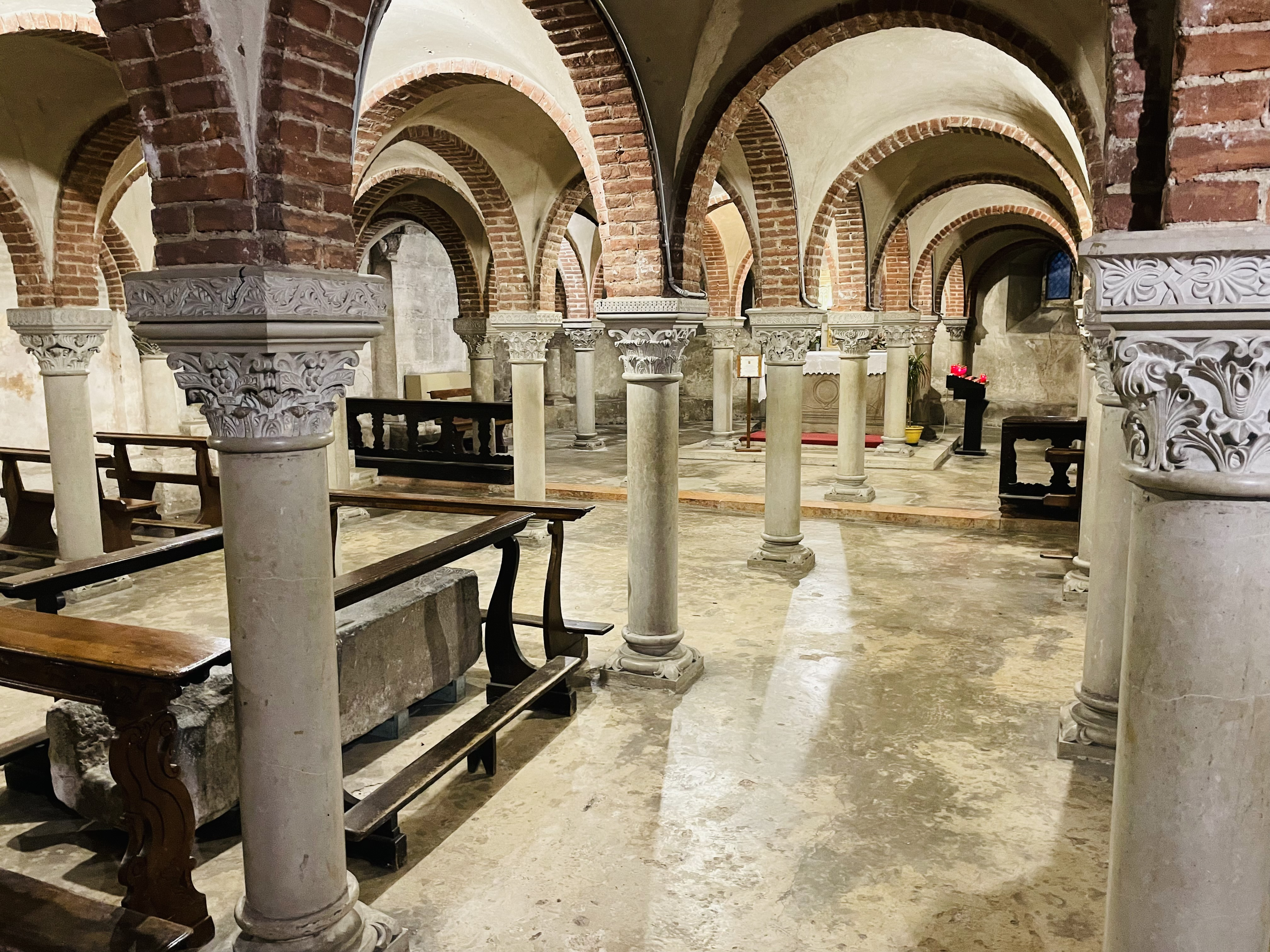
La cripta

giuso in Cieldauro; ed essa da martiro

e da essilio venne a questa pace»
(Dante Alighieri, Paradiso - Canto decimo, versi 124-129)
Le ossa di Boezio sono collocate in una piccola urna di stile ravennate (eseguita da Antonio Cassi su disegno dell’architetto Brusconi). Dietro l’altare su una lastra di marmo è riportato un epitaffio che celebra la sapienza di Severino Boezio e che è attribuito a Gerberto di Aurillac, poi papa Silvestro II. La lapide originaria di Boezio, risalente al VI secolo, è invece conservata nei Musei Civici.

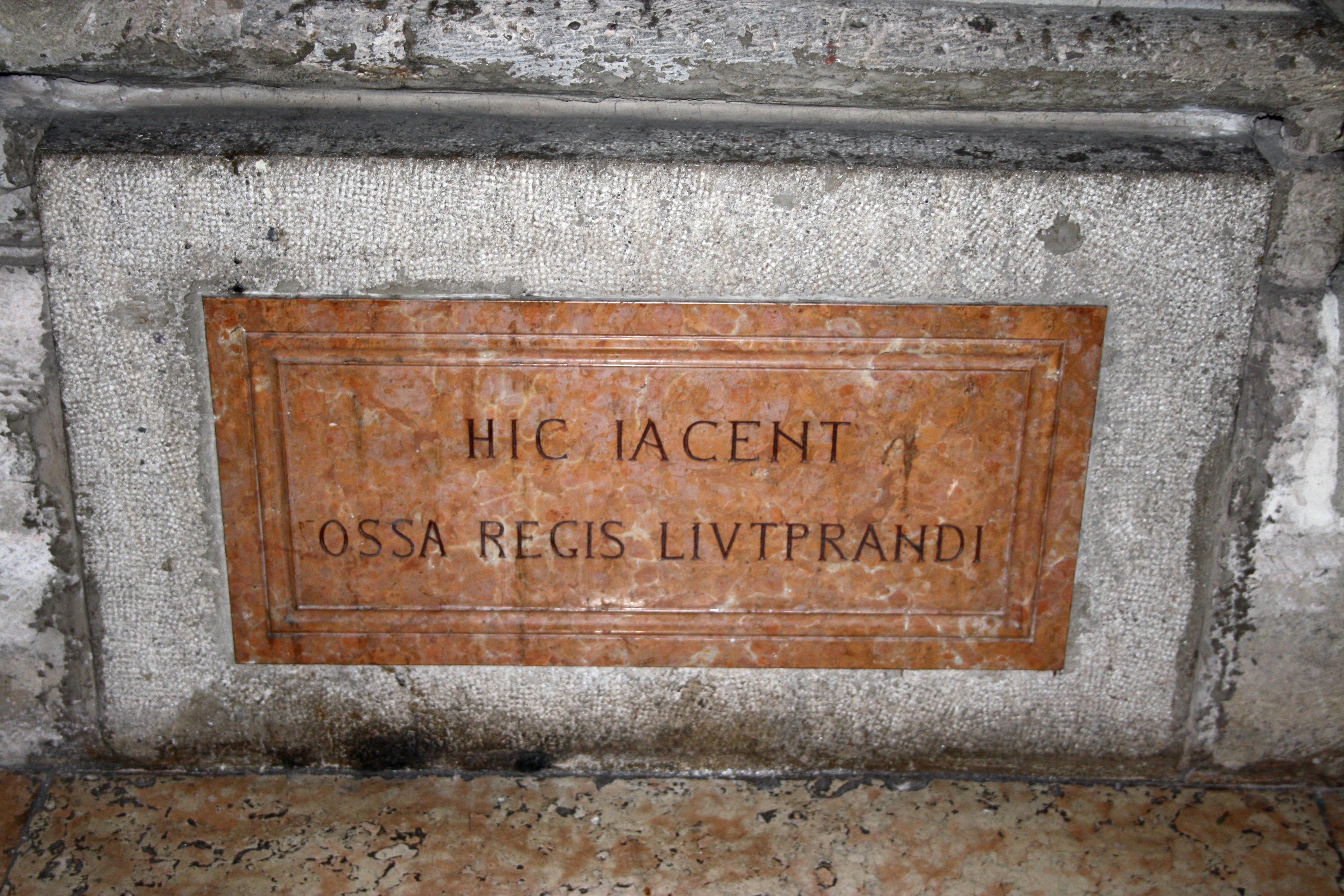
Luogo di sepoltura dei resti scheletrici attribuiti a re Liutprando.

## Altre sepolture
Ospita inoltre le tombe del mercenario condottiero Facino Cane (1360-1412), di alcuni consiglieri di Galeazzo II quali Giovanni Pepoli, Roberto de Fronzola, e di personaggi di spicco quali Lionello, duca di Clarence (marito di Violante Visconti), e Francesco d'Este. Nel 1525 venne sepolto nella basilica Ricard de la Pole, ultimo discendente della casata degli York, e il capitano del lanzichenecchi Eitel Friedrich III, conte di Hohenzollern, caduti entrambi durante la battaglia di Pavia e nel 1543 fu tumulato all'interno di San Pietro in Ciel d'Oro Pietro da Cortevilla, consigliere e tesoriere di Carlo V, morto a Pavia (le loro epigrafi sono conservate nei Musei Civici).
Secondo una tradizione locale, vi è sepolto anche il re longobardo Liutprando (circa 690-744), alla base dell'ultimo pilastro della navata destra. Alcune ossa furono rinvenute e riconosciute il 6 agosto 1895 dal conservatore del museo civico di Pavia Rodolfo Majocchi e da Carlo dell'Acqua, Presidente della Società conservatrice de' Monumenti pavesi dell'arte cristiana. Sul ritrovamento delle ossa tradizionalmente attribuite al re il Majocchi scrisse la monografia Le ossa di Re Liutprando scoperte in S. Pietro in Ciel d'Oro di Pavia, Milano, 1896. Al momento della morte, Liutprando fu sepolto inizialmente nella chiesa di Sant'Adriano di Pavia (che si trovava vicino a Santa Maria alle Pertiche). Tra il 1169 e il 1180, i suoi resti, insieme a quelli del padre Ansprando, furono trasportati per volontà dell'abate Ulrico nella basilica di San Pietro in Ciel d'Oro, dove fu eretto un monumento funebre formato da un sarcofago marmoreo, sopraelevato su colonne, sul quale era scolpita l'effige del re. Nel XVI secolo, tuttavia, a causa delle prescrizioni adottate con il concilio di Trento, il monumento (insieme a tutti gli altri presenti all'interno della basilica) fu smantellato e i presunti resti del sovrano sepolti nel pavimento della chiesa. Nel 2018 i resti scheletrici attribuiti a Liutprando e sono stati oggetto di un'indagine bioarcheologica e genetica. Le analisi hanno dimostrato che le ossa appartenevano a tre individui di ceto elevato, dotati di una robusta muscolatura e che assumevano proteine, provenienti principalmente da carne e pesce, in misura maggiore rispetto al resto della popolazione, come hanno evidenziati i confronti con i reperti ossei provenienti da alcune necropoli di età longobarda rinvenute nell'Italia settentrionale. Di questi tre individui, due (un uomo di mezza età e uno più giovane) risalgono al VI secolo, mentre il terzo soggetto, morto intorno ai 40/50 anni (il re morì intorno ai cinquant'anni), era contemporaneo di Liutprando.

## Altri fatti notevoli
- Il 29 giugno 743 papa Zaccaria tenne presso la basilica una funzione con l'intento di giungere a un pacifico componimento con il re longobardo Liutprando.
- Nel 997 la basilica fu visitata da papa Gregorio V.
- Nel 998 si tenne un concilio presediuto dall'abate Gerberto, all'epoca abate dell'Abbazia di San Colombano di Bobbio e arcivescovo di Ravenna, e che divenne Pontefice col nome di papa Silvestro II nel 999. Al concilio fu presente l'imperatore del Sacro Romano Impero Ottone III.
- Nel 1020 si tenne un altro concilio a cui fu presente l'arcivescovo di Milano Ariberto da Intimiano, inventore nel 1038 del Carroccio.
- Nel 1349, Santa Brigida di Svezia, mentre era in pellegrinaggio verso Roma, si fermò a Pavia per venerare le reliquie di Sant'Agostino a San Pietro in Ciel d'Oro.
- Nel 2007 la basilica fu visitata da papa Benedetto XVI.
- Il 25 febbraio 2024 il Cardinale Prevost (Leone XIV) presiede la funzione per la chiusura delle celebrazioni del tredicesimo centenario della traslazione del corpo di Sant’Agostino